# ポタリの作品一覧

## シングル

### Transmission／クランチ
2008年10月11日 / MSTT-1204
1. Transmission!?
2. クランチ

### Trip Trick／パントマイム
2010年3月3日 ※配信のみ
1. Trip Trick
2. パントマイム

### 輾転反側／ケムリ
2011年2月13日 / MSTT-1010
1. 輾転反側
2. ケムリ

### Hello, Happy Chance!
2014年3月3日 / TRISE-0002 ※ライブ会場限定
1. Hello, Happy Chance!
2. ココロdrip

### JUST!
2014年5月14日 / TRISE-0003
1. JUST!
2. セツナジェットコースター

### 2nd
2014年11月5日 / TRISE-0006
1. 2nd
2. 2人

### GOOD LUCK
2015年3月11日 / TRISE-0007
1. GOOD LUCK
2. Reーaction

### 君とアワー
2016年5月25日 / TRISE-0014
1. 君とアワー
2. 明日へ
3. tell me
4. レディー Go!Go!

### ナイショ ナイショ
2016年10月19日 / TRISE-0016
1. ナイショ ナイショ
2. Escape
3. SOS
4. あいまい

### ハルノカゼ
2017年3月22日 / TRISE-0020
1. ハルノカゼ
2. FLY HIGHER

## アルバム

### パプリカ
2010年7月7日 / MSON-1001
1. パノラマ
2. Trip Trick (Album Mix)
3. 0831
4. パントマイム (Album Mix)
5. サマーソング
6. Jack!!

### パプリカ２
2012年3月25日 / MSTT-12031
1. ダイナマイトボンバー
2. ダリラリラ
3. 結局何も変わってない
4. リセットシェイカー
5. GET UP
6. シーン

### コネクトピース
2013年11月20日 / TRISE-0001
1. ニーニーピース
2. てっててー
3. サンサンサニー
4. 50 センチメンタル
5. My favorite music

### ポタリ
2015年9月9日 / TRISE-0009
1. Are you ready？
2. おとぎ離し
3. Hello, Happy Chance!
4. 二人のメロディー
5. 横顔と手と手
6. 2nd
7. おばけのチャ★チャ★チャ
8. JUST!
9. shut up
10. GOOD LUCK
11. コンパス
12. 遥か